# Einsicht
Einsicht (lateinisch gnaritas bzw. naritas) bedeutet in der Alltagssprache, dass Eigenschaften, Zusammenhänge und Beziehungen eines Objektbereiches subjektiv hinreichend genau erkannt, geistig erfasst und sachlich richtig begriffen werden. Als bewusstes Resultat der Kombination von Wahrnehmungen und Nachdenken ist Einsicht dabei das Ergebnis eines analytisch-synthetischen Erkenntnisprozesses. Auf anderem Wege zustande kommende, dann oft „blitzartig“ erlebte Einsichten werden in der Alltagspsychologie einem besonderen geistigen Vermögen, nämlich der „Intuition“ zugeschrieben.

## Geistesgeschichte
Historisch sind andere Erklärungen des Zustandekommens von Einsichten bekannt. Bei Naturvölkern beispielsweise gelten Einsichten als innerliche, gelegentlich wohl auch visionär erlebte Ratschläge oder Hinweise von Ahnen, als „Eingebung“ guter oder geheiligter Geister, als Rat hilfreicher Götter und als göttliche „Erleuchtung“ oder „Offenbarung“, banal aber auch als schlichter „Einfall“.

### Philosophie
Die Einsicht a priori kann unterschieden werden von der Erkenntnis a posteriori.
Versteht man Einsicht kognitiv als ein Worte-Haben, so erscheint das Zitat von Friedrich Nietzsche (1844–1900) von Interesse: »Wofür wir Worte haben, darüber sind wir auch schon hinaus.« Damit wird die affektive Beteiligung als Beweggrund bei kognitiven Prozessen angedeutet.

„Einsicht ist mehr als die Erkenntnis dieser oder jener Sachlage. Sie enthält stets ein Zurückkommen von etwas, worin man verblendeterweise befangen war. Insofern enthält Einsicht immer ein Moment der Selbsterkenntnis und stellt eine notwendige Seite dessen dar, was wir Erfahrung nennen. Einsicht ist etwas, wozu man kommt. Auch das ist am Ende eine Bestimmung des menschlichen Seins selbst, einsichtig und einsichtsvoll zu sein.“

## Forschungsgeschichte

### Psychologie
Als psychologischer Fachbegriff bezeichnet Einsicht das plötzliche Erkennen der Lösung eines Problems oder des Lösungsweges für eine praktische Aufgabe, gelegentlich auch das schlagartige Erkennen von „Gestalten“ und sonstigen zusammenhängenden Elementen der (meist visuellen) Wahrnehmung. Umgangssprachlich ist dabei oft von einem „Aha-Erlebnis“ die Rede, ein Begriff, der von dem deutschen Sprachpsychologen und Sprachtheoretiker Karl Bühler (1879–1963) geprägt wurde.
Probleme, die durch Einsicht lösbar sind, bestehen aus einem einzigen Lösungsschritt, der aber schwer zu sehen ist. Insbesondere Karl Duncker (1903–1940) hat dazu zahlreiche Verhaltensexperimente durchgeführt. Beim Problemlösen gibt es eine Zeit, in der man augenscheinlich (beobachtbar) nichts tut. Dies ist die Zeit nach dem Erkennen des Problemes (oder Scheitern der ersten Fehl-Lösungsversuche) bis zu dem Moment, an dem man eine Lösung gefunden zu haben glaubt, also ein „Aha-Erlebnis“ hatte. In dieser Phase laufen kognitive Umstrukturierungsprozesse, es wird nachgedacht, sich etwas vorgestellt oder es werden Wahrnehmungs- und Gedächtnisinhalte kombiniert, so dass eine Neuordnung von Wissen entsteht. Früher wurde diese Zeit gelegentlich auch als „Inkubation“ bezeichnet.
Das Erlangen einer Einsicht bzw. ein Aha-Erlebnis wurde lange Zeit als eine wichtige Phase des kreativen Schaffensprozesses gesehen. Inzwischen zeigen aber Studien, dass die Fähigkeit, Aufgaben durch Einsicht bzw. mit Aha-Erlebnis zu lösen, nicht positiv mit Kreativität korreliert ist.
Wenn von der gestalttheoretischen Interpretation abgesehen wird (s. u.), so lässt sich ganz allgemein ein Problemlösungsverhalten immer dann als einsichtig bezeichnen, wenn dem eigentlichen Lösungsvollzug eine Phase der systeminternen und meist vorerfahrungsfreien Verhaltensorganisation auf Grund sensorischer Reizverarbeitung vorausgeht, als deren Resultat eine der Problemlösungssituation angepasste Lösung auftritt.
Als charakteristische beobachtbare Eigenschaften, als Kriterien einsichtigen Verhaltens gelten:
- das plötzliche Auftreten der Lösung
- die Geschlossenheit der Handlungssequenz während des Lösungsvollzugs
- die Substituierbarkeit der Mittel in struktur-analogen Situationen
- die Originalität der Lösung
- die unverzügliche Wiederholbarkeit der Lösung auch bei größter zeitlicher Distanz

Dies sind zugleich die Merkmale, die diesen Verhaltenstyp vom Versuch-und-Irrtum-Verhalten abgrenzen bzw. unterscheiden.

#### Gestaltpsychologie
Als ein gestaltpsychologischer Begriff wurde „Einsicht“ zuerst von Wolfgang Köhler (1887–1967) in die Denkpsychologie eingeführt, siehe dazu auch den gestalttheoretischen Begriff der → Isomorphie. Daher wird in der englischsprachigen Fachliteratur häufig das deutsche Wort verwendet anstelle üblicher Begriffe wie insight, eureka moment oder lightbulb moment. Dabei denkt man an das Comic-Bild einer plötzlich aufleuchtenden Glühlampe. Dieses Bild deutet einen Organisationsvorgang im ZNS zum Zeitpunkt des Erzielens von Einsicht an.

#### Primärtheorie
Im Rahmen der Primärtheorie sind Einsichten ein quasi automatischer Prozess, der eintritt, wenn frühe psychische Blockaden durch ein Urerlebnis (also das Fühlen von „Urschmerzen“) aufgelöst werden.